# فورد ال‌تی‌دی دو
فورد ال‌تی‌دی دو (Ford LTD II) خودرویی است که در سال‌های ۱۹۷۷ تا ۱۹۷۹در آتلانتا تولید شده‌است.
این خودرو در کلاس خودرو سایز متوسط قرار گرفته و طراحی آن خودروهای موتور جلو-محور عقب بوده است. سیستم جعبه‌دندهٔ آن ۳ دنده به صورت خودکار است.